# Santa Fe (Romblon)
Pour les articles homonymes, voir Santa Fe.
Santa Fe est une municipalité du centre des Philippines située dans le sud de l'île de Tablas. Sa superficie est de 63,52 km2. Au recensement de 2020, elle avait 17 802 habitants.

## Histoire
Elle est devenue une municipalité indépendante le 1er octobre 1946.